# Will Leite
Will Leite (1986) é um cartunista brasileiro. Em 2015, Will venceu a categoria melhor web tira do Troféu HQ Mix e, no ano seguinte, a categoria melhor publicação de tiras, pela coletânea de seus quadrinhos digitais, publicada de forma independente.

## Biografia
Willian Leite, mais conhecido como Will Leite, nasceu na pequena cidade de Porecatu, no norte do Paraná. É formado em Publicidade e Propaganda e pós-graduado em Design, Cognição e Mídia. Ganhou notoriedade, no entanto, com diversas tiras publicadas na internet desde 2007, principalmente em sites de humor como Jacaré Banguela, Chongas e Kibe Loco.

## Séries
- Anésia
- Astolfo
- Bem-vindo à Corruptolândia
- Chaves no Século XXI
- Coisas que Aprendi na Faculdade de Publicidade
- Com Ênfase
- Entendedor Anônimo
- Estranho Ego
- Isso a Globo Não Mostra
- Novos Mutantes
- O Cara que Vivia Legião Urbana
- O Hipopótamo e o Pássaro (série sem nome)
- Pior Namorado do Mundo
  - Mensagens Ocultas de uma Esposa que Não É Obrigada
- Por Que a Galinha Atravessou a Rua?
- Prioridades
- Viva Intensamente
  - Agosto: O Mês dos Cachorros Loucos
  - Casos de Cachorros de Famílias